# Albert von Berninghausen
Albert von Berninghausen (* im 14. Jahrhundert; † 1418) war Domherr in Münster.

## Leben
Albert von Berninghausen entstammte dem westfälischen Adelsgeschlecht Berninghausen. Seine genaue Abstammung ist nicht bekannt. Er war Domherr in Münster und besaß auch ein Kanonikat im Dom zu Soest. Die Quellenlage gibt über seinen weiteren Lebensweg keinen Aufschluss.